# NGC 5878
NGC 5878 ist eine Spiralgalaxie vom Hubble-Typ Sb im Sternbild Waage auf der Ekliptik. Sie ist schätzungsweise 88 Millionen Lichtjahre von der Milchstraße entfernt und hat einen Durchmesser von etwa 35.000 Lichtjahren.
Im selben Himmelsareal befinden sich u. a. die Galaxien NGC 5880 und NGC 5883.
Die Typ-II/P-Supernova SN 1988H wurde hier beobachtet.
Das Objekt wurde am 30. April 1788 von Wilhelm Herschel mit einem 18,7-Zoll-Spiegelteleskop entdeckt, der sie dabei mit „vF, pL, E in meridian, lbM, 300 power“ beschrieb. John Herschel notierte bei seiner Beobachtung mit einem 18-Zoll-Spiegelteleskop im Jahr 1847 „B, pmE, psmbM, involves a star 14th mag to northward“.